# Willy Rehberg
Willy Rehberg (Morges, 1863-1937) fue un compositor y pianista suizo.
Los primeros estudios los recibió de su padre Walter Rehberg y después estudió en Alemania con Ernest Toch y Eugene d'Albert. También estudió con Robert Freund y fue profesor de piano en los conservatorios de Leipzig hasta el 1890 y también en los de Ginebra, Frankfurt, Mannheim y Basilea. En Ginebra dirigió los conciertos de esta ciudad. 
Con tan solo veinte años fue nombrado profesor de piano en la Hochschule für Musik de Stuttgart y también llevó a fin la Orchesterverein, el 1932, siendo solista en el concierto de cumpleaños de los 75 años de esta fundación. En 1937 (año de su muerte) fue solista del concierto del centenario de esta. En 1934 fue nombrado profesor en la Academia de Zúrich. Rehberg publicó ediciones educativas de las obras de Brahms y de las sonatas de Franz Schubert, así como algunas de Rameau y Händel.
Como compositor sus trabajos incluyen una Sinfonía brevis para orquesta, música sinfónica para viento, sonatas para piano, y estudios. También compuso música para el piano Janko un invento húngaro con un teclado poco ortodoxo, e incluso grabó algunas actuaciones con este instrumento. 
Debido a que sus grabaciones fueron con discos de 78 rpm, Rehberg resta olvidado hoy en día (2010). Era un intérprete excelente de Schumann, Schubert, Liszt y Brahms. 
Como reminiscencia nos resta su grabación de la Rapsodia española de Franz Liszt en la cual si nota la mano de Ignaz Friedman y también nos legó estudios de Albert.